# 惠灵顿大区
惠灵顿大区（英語：Wellington Region），新西兰北岛南端地区名，大区议会位于首都惠灵顿，但两者概念并不相同。地区面积约7,860平方公里，人口513,900（2017年6月统计）。
惠灵顿大区管辖范围包括惠灵顿市（Wellington City）、上哈特市（Upper Hutt City）、下哈特市（Lower Hutt City）、普羅魯阿市（Porirua City）、凯皮提海岸区（Kapiti Coast District）、南威拉拉帕区（South Wairarapa District）、卡特顿区（Carterton District）、馬斯特頓（Masterton District）以及塔拉鲁瓦区（Tararua District）的一部分。